# (175113) 2004 PF115
2004 بي أف 115 (ويعرف أيضًا باسم (175113) 2004 بي أف 115 وفق تسمية الكوكب الصغير) (بالإنجليزية: 2004 PF115) هو كويكب ضمن حزام الكويكبات؛ وترتيبه 175113 من حيث الاكتشاف.
اكتُشف هذا الجُرم الفلكي بواسطة مايكل براون في 7 أغسطس 2004.

## وصلات خارجية
- (175113) 2004 PF115 في قاعدة بيانات مختبر الدفع النفاث لأجرام النظام الشمسي الصغيرة

- الاكتشاف · مخطط المدار ·  العناصر المدارية · المعلمات المادية

- (175113) 2004 PF115 على موقع ويكي سكاي: DSS2, SDSS, GALEX, IRAS, Hydrogen α, X-Ray, Astrophoto, Sky Map, Articles and images